# Оптическая атаксия
Оптическая атаксия — это неспособность скоординировать движения руки таким образом, чтобы прикоснуться к объекту на основании зрительной информации, причем данная неспособность не может быть объяснена двигательными или соматосенсорными проблемами, а также недостаточной остротой зрения. Является одной из составляющих частей синдрома Балинта, который включает в себя также глазодвигательную апраксию и симультанагнозию. Больной с оптической атаксией не может дотянуться и взять предмет рукой. Вызывается поражением задней теменной коры головного мозга.